# Mohamed Fathi
Mohamed Fathi Mahmoud (in arabo محمد فتحي محمود‎?; 2 febbraio 1994) è un calciatore egiziano, centrocampista del National Bank of Egypt in prestito dal Pyramids.